# Gemeiner Erd-Ritterling
Der Gemeine Erd-Ritterling (Tricholoma terreum) ist ein Blätterpilz aus der Familie der Ritterlingsverwandten (Tricholomataceae).

## Merkmale

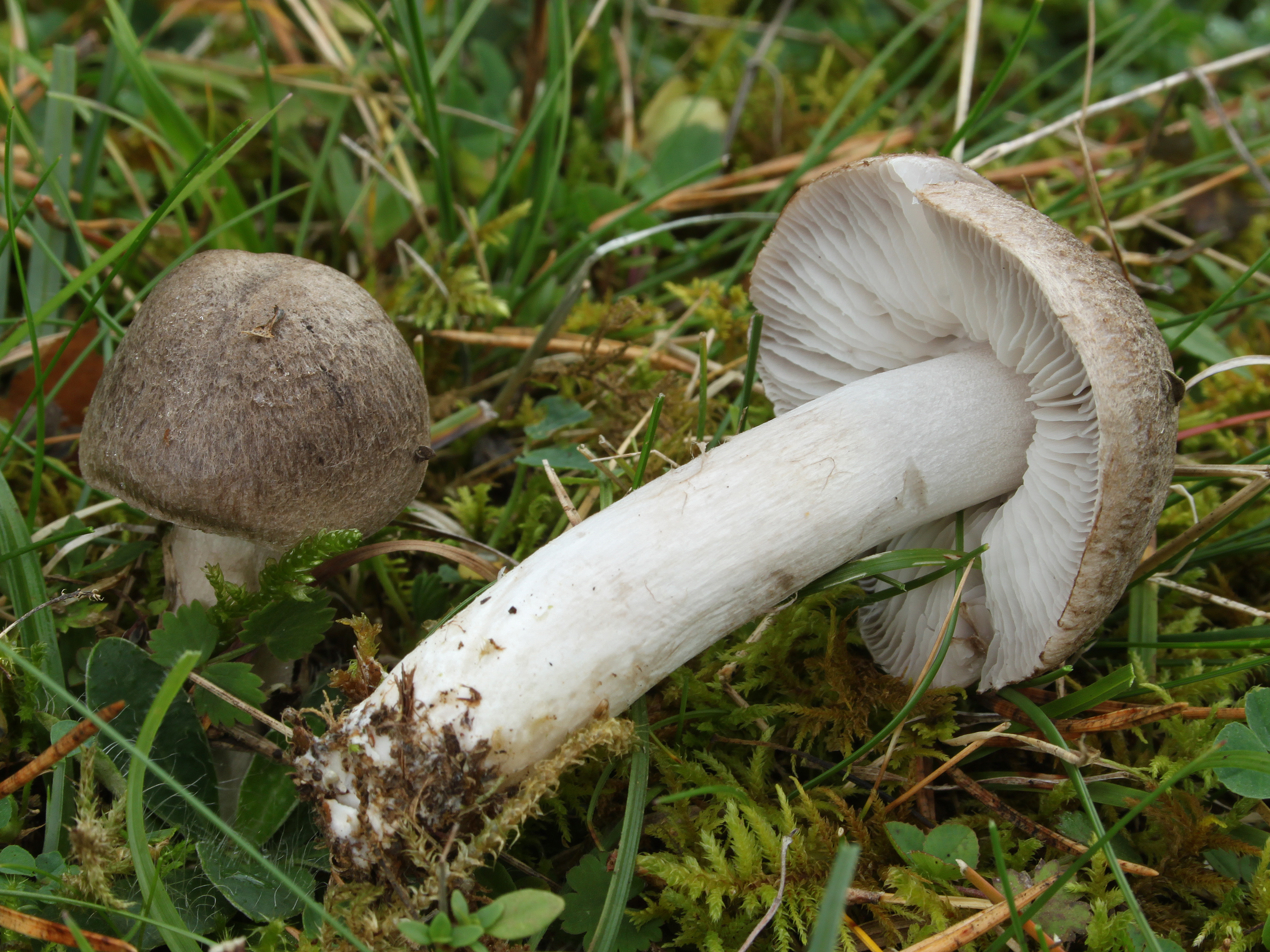
Junge Fruchtkörper des Gemeinen Erd-Ritterlings

### Makroskopische Merkmale
Der Hut erreicht einen Durchmesser zwischen fünf und sieben Zentimetern. Er ist dunkel grau bis graubraun gefärbt. Die Oberfläche ist trocken und mit angedrückten schwärzlichen, radial verlaufenden Fasern oder mit feinen Schüppchen versehen. Sie ist jedoch nicht wollig. Der äußerste Hutrand ist nach unten gebogen. In der Mitte besitzt der Hut einen deutlichen Buckel. Die Lamellen sind breit und stehen zunächst relativ dicht, später entfernt. Sie sind erst weiß gefärbt, erhalten jedoch später vom Hutrand ausgehend einen Grauton. Manchmal sind sie rostfleckig. Die Schneiden sind uneben bis gesägt. Das Sporenpulver ist weiß. Der Stiel wird fünf bis sieben Zentimeter lang und 1 bis 1,5 Zentimeter dick. Er ist weißlich gefärbt, erhält aber nach Berührung rostbräunliche Verfärbungen. Seine Oberfläche ist kahl, an der Spitze ist sie jedoch fein mehlig-flockig bereift. Die Basis ist manchmal verdickt. Das Fleisch ist weißlich und weich. Der Geruch ist neutral und nicht mehlartig. Der Geschmack ist mild und ebenfalls nicht mehlartig.

### Mikroskopische Merkmale
Die Sporen sind inamyloid und 5 bis 8 mal 4 bis 5 Mikrometer groß. Das Pigment in der Huthaut erscheint auffällig gegenüber dem restlichen Gewebe.:S. 522

## Artabgrenzung
Ganz besonders ähnlich sind der Große Erd-Ritterling (Tricholoma gausapatum) und der Mausgraue Erd-Ritterling (Tricholoma myomyces). Als Trennmerkmale werden manchmal der nicht mehlige Geruch und Geschmack sowie unterschiedliche Sporengrößen angegeben. Einige Autoren argumentieren jedoch, dass diese Angaben irreführend beziehungsweise fehlerhaft sind.:S. 548 Als relativ zuverlässig gelten der faserige Hut und das Vorkommen bei Kiefern auf Kalkböden bei dem Gemeinen Erd-Ritterling,:S. 548 während die anderen beiden einen wollig-schuppigen Hut besitzen. Der Große Erd-Ritterling bevorzugt Parks und ähnliche Biotope, der Mausgraue Erd-Ritterling eine Mykorrhiza mit Laubbäumen.:S. 548 Weiterhin besitzen diese beiden Ritterlinge bis ins Stadium junger Fruchtkörper eine gut erkennbare Cortina, während der Gemeine Erd-Ritterling diese bereits bei einem Hutdurchmesser von einem Millimeter verliert.

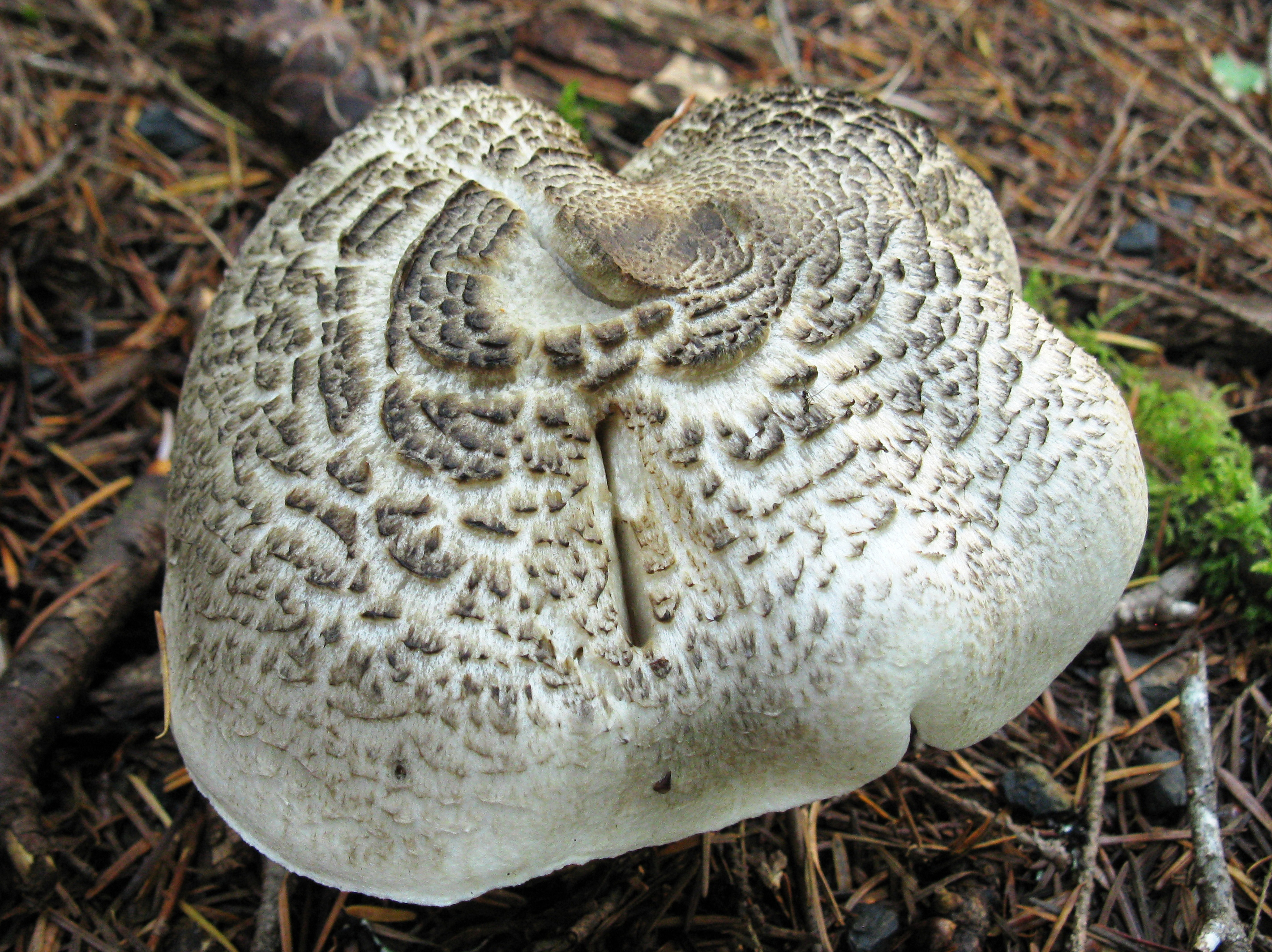
Der giftige Tiger-Ritterling (Tricholoma pardinum) besitzt einen grobschuppigen Hut.

Weitere Arten, mit denen eine Verwechslungsmöglichkeit besteht, sind der Brennende Ritterling (Tricholoma virgatum) und dessen naher und giftiger Verwandter, der Bittere Buchen-Ritterling (Tricholoma sciodes). Sie unterscheiden sich durch den scharf-bitteren Geschmack. Ähnlichkeit besitzen auch der seltene Schwarzschneidige Ritterling (Tricholoma hordum) mit sehr dunklen Lamellenschneiden und Vorkommen in Buchenwäldern und der ebenfalls sehr seltene, giftige Heide-Ritterling (Tricholoma groanense) mit einem fast glatten bis fein samtig-filzig-schuppigen Hut. Beide schmecken unangenehm herb. Ebenfalls giftig ist der mild schmeckende Tiger-Ritterling (Tricholoma pardinum). Er besitzt fast dachziegelartig angeordnete große Schuppen und 8 bis 11 Mikrometer lange Sporen. Ein weiterer Giftpilz ist der Seifen-Ritterling (Tricholoma saponaceum). Sein Hut ist oft heller gefärbt und glatter, die Lamellen meist grüngelblich getönt. Ein charakteristisches Merkmal ist sein Geruch nach Waschküche.
Auch der Graublättrige (Tricholoma luridum) und der Schwarzfaserige Ritterling (Tricholoma portentosum) können zu Verwechslungen führen. Ersterer hat jedoch unter den Hutfasern eine olivbraune Huthaut. Letzterer besitzt einen bei feuchter Witterung schmierigen und bei Trockenheit glänzenden Hut. Die Hutoberfläche beider Arten ist glatt.
Ähnlichkeit können auch der Schwarzschuppige Ritterling (Tricholoma atrosquamosum) mit schwärzlichen Schuppen am Stiel, der kleine Rußstielige Erd-Ritterling (Tricholoma triste) mit ebenfalls dunkelschuppigem Stiel, der Rötende Ritterling (Tricholoma orirubens) mit rötendem Fleisch und der Gilbende Erd-Ritterling (Tricholoma argyraceum) mit gilbendem Fleisch besitzen. Der Beringte Erd-Ritterling (Tricholoma cingulatum) besitzt immer zumindest eine erkennbare Ringzone.
Gattungsübergreifend besteht am ehesten eine Verwechslungsmöglichkeit mit Risspilzen (Inocybe). Diese sind jedoch meist heller gefärbt und in der Regel zierlicher. Außerdem fehlt ihnen der für die Ritterlinge typische ausgebuchtete Lamellenansatz.

## Ökologie
Der Gemeine Erd-Ritterling ist in und außerhalb von Wäldern zu finden. So zählen Waldrand- und Heckengesellschaften, Fichten- und Waldkiefernwälder und -forste zu den bevorzugten Biotopen. Außerdem wächst er gern auf Kahlschlägen, Waldlichtungen, Waldwegrändern, Parks und ähnlichen Anlagen. Dabei besiedelt der Pilz in erster Linie trockene bis frische, mehr oder weniger flachgründige, alkalische und basenreiche Böden, die mäßig bis reichlich mit Nährstoffen versorgt werden. So ist er auf sandigen, schluffigen bis schwach anlehmigen Böden auf kalkhaltigem Ausgangsgestein oder manchmal nach Waldbodenkalkungen oder entlang kalkgeschotterter Waldwege anzutreffen.
Die Fruchtkörper erscheinen von Ende Juli bis November,:S. 554 meist jedoch im Spätherbst bis zu den ersten länger anhaltenden Nachtfrösten. Er kann aber auch nach den ersten Frösten noch massenhaft vorkommen. Bei entsprechenden Witterungsverhältnissen kann er auch etwas früher oder bis in den Januar hinein auftreten. Der Pilz tritt truppweise, manchmal in Reihen und in mehr oder weniger geschlossenen Hexenringen auf. Er bildet eine Ektomykorrhiza mit Nadelbäumen, wobei dies in den meisten Fällen die Wald-Kiefer ist.

## Verbreitung
Der Gemeine Erd-Ritterling ist in der Holarktis verbreitet. So ist er in Nordamerika, Europa, auf den Kanarischen Inseln, Nordafrika und Nordasien anzutreffen. In Europa reicht das Gebiet von Frankreich im Westen bis Estland und Belarus im Osten sowie südwärts bis Spanien, zu den Balearen, Italien, Sizilien und Griechenland und nordwärts bis zu den Hebriden, Fennoskandinavien und Island. In Finnland kommt er bis zum 68. Breitengrad vor.

## Bedeutung
Der Erd-Ritterling ist ein Speisepilz, dessen Essbarkeit inzwischen umstritten ist. Laut der Generalitat de Catalunya gehört der Erd-Ritterling zu den meistgesammelten Pilzen der Region Katalonien.
Einer jüngeren Untersuchung zufolge konnte eine chinesische Forschungsgruppe mit hoch dosierten Extrakten des Pilzes bei Mäusen eine Rhabdomyolyse erzeugen.
In der Folge irritierte die Frage nach der vermeintlichen Giftigkeit des "Petit gris", wie der Pilz in Frankreich genannt und als Speisepilz gehandelt wird, die Pilzsammler.
Erd-Ritterling wurde von der Deutschen Gesellschaft für Mykologie anhand dieser Studie als eine Art mit uneinheitlich beurteiltem Speisewert eingestuft. Entwarnung gab es u. a. von Prof. Dr. Siegmar Berndt, Toxikologie der Deutschen Gesellschaft für Mykologie, der errechnete, dass Menschen von 70 kg Körpergewicht ca. 46 kg Frischpilze zu sich nehmen müssten, damit durchschnittlich die Hälfte von ihnen einen Schaden erleiden würde.